# 小田急5000形電車 (2代)
小田急5000形電車（おだきゅう5000がたでんしゃ）は、2020年（令和2年）から小田急電鉄で運用されている通勤型車両である。
小田急では、編成表記の際「新宿寄り先頭車両の車両番号（新宿側の先頭車車号）×両数」という表記を使用しているため、本項でもそれに倣い、特定の編成を表記する際には「5051×10」のように表記する。また、特定の車両を表記する場合は車両番号から「デハ5200番台」などのように表記する。

## 概要
複々線完成による混雑緩和の実感をコンセプトとし、「より広く、より快適に」をキーワードに開発され、2020年3月26日より営業運転を開始した。本形式の導入に伴い、1000形（未更新車・ワイドドア車）及び8000形の置き換えが行われている。
川崎重工業車両カンパニー（2021年10月より川崎車両へ分社化）・総合車両製作所・日本車輌製造の3社による共同設計で、溶接技術は川崎重工業のefACE、車両妻面のオフセット衝突対策は総合車両製作所のsustina、車体は日本車輌製造のブロック工法の設計をそれぞれ採用し、各メーカーが持つ技術を結集した車両に仕上がっている。
小田原線・多摩線で各駅停車や急行、快速急行、通勤急行、江ノ島線の快速急行、急行など他の10両固定編成と一緒に幅広く運用されているが、有効長の関係で小田原駅発着と江ノ島線の各駅停車、箱根登山線直通列車には充当されない。また、車両構造の関係や対応する保安装置を搭載していないといった理由で、東京メトロ千代田線直通列車には対応せず充当されない。

## 車両概説

### 車体
ステンレス製で、8000形以来となる全幅2,900mmの拡幅車体を採用した。万が一の衝突事故発生時にも、車体の変形を抑えることができる構体構造となっている。
前頭部は3000形以来となる非貫通構造だが、先頭形状は流線型となっている。左右の前照灯の間には尾灯も兼ねた装飾灯が設けられており、最前部では白く光り、最後部では赤く光る構造となっている。
車体の帯は、4000形と同様のインペリアルブルーに加え、上部に細いアズールブルー帯を追加している。また、ホームドアの導入が進んでいることから車両番号表記は幕板部に、ブランドマークはドア横に変更された。この方式は3000形リニューアル車でも採用された。

### 内装
暖色系でまとめられており、床敷物は木目調となっている。室内灯は埋め込み型の調光式のLED照明とし、すっきりとした車内空間となっている。優先席付近の窓ガラスは3000形や4000形よりも幅が狭いタイプとなった。各車両に車椅子・ベビーカースペースを設けるなど、バリアフリーにも対応している。
座席は一般席はオレンジ色系の「ビブライトオレンジ色」、優先席は青色系の落ち着きを与える「ピースブルー色」を採用した。座席表地には龍村美術織物製のものが使用されている。
つり革は小田急1000形リニューアル車と同様吊り手部分を回して使える丸型であるが、わずかに大きくなったうえ、1000形リニューアル車の薄い水色から薄いオレンジ色に変更された。
座席はすべてロングシートで、客用扉間に7人がけ・客用扉と連結面の間には3人がけの座席が配置される。座席は一人あたりの幅を460mmとしている。製造年を示すものはシールとなり西暦での表記とされた。小田急の車両にて西暦表記が用いられたのは3000形(一部)と4000形に次ぐ例である。

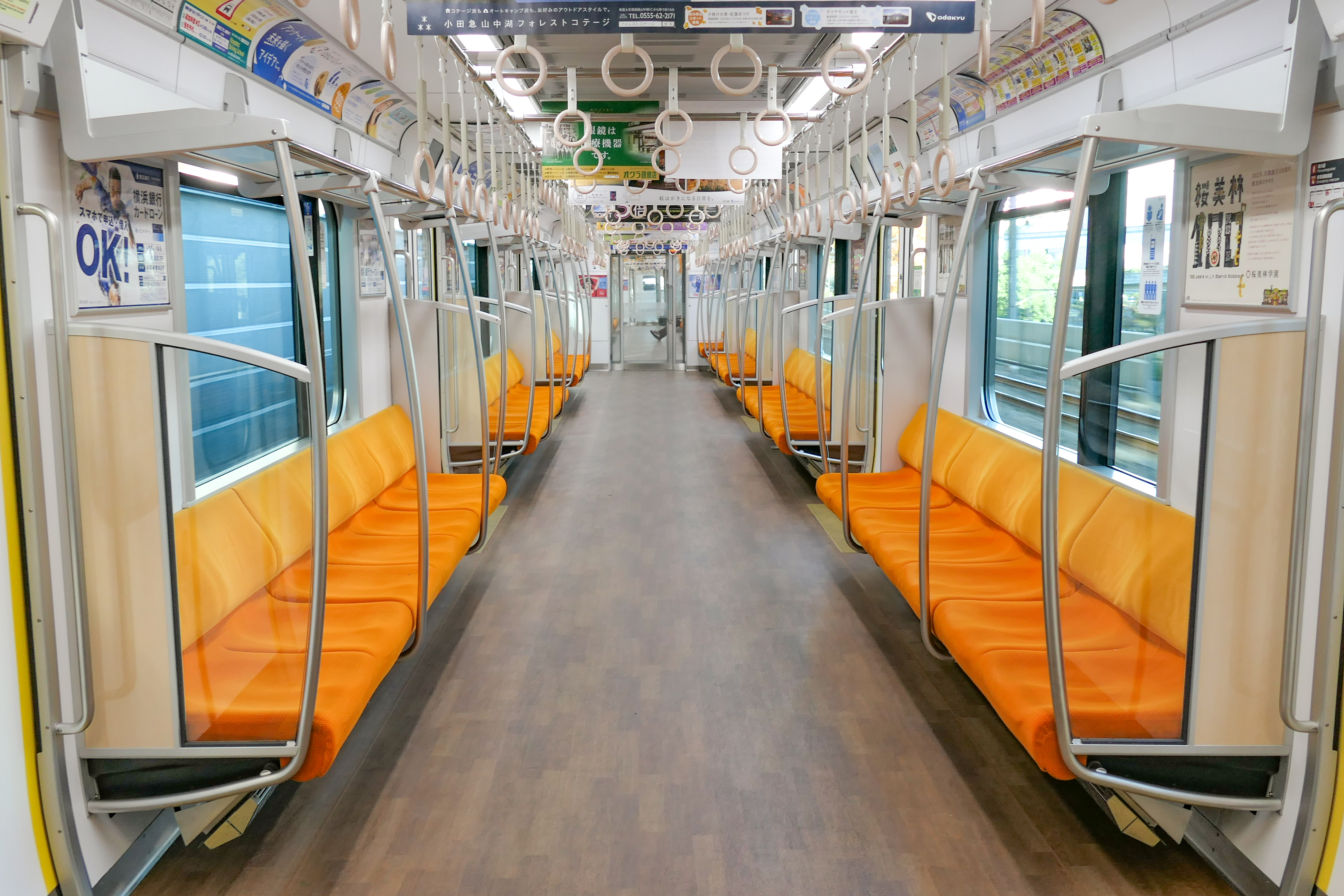
車内全景
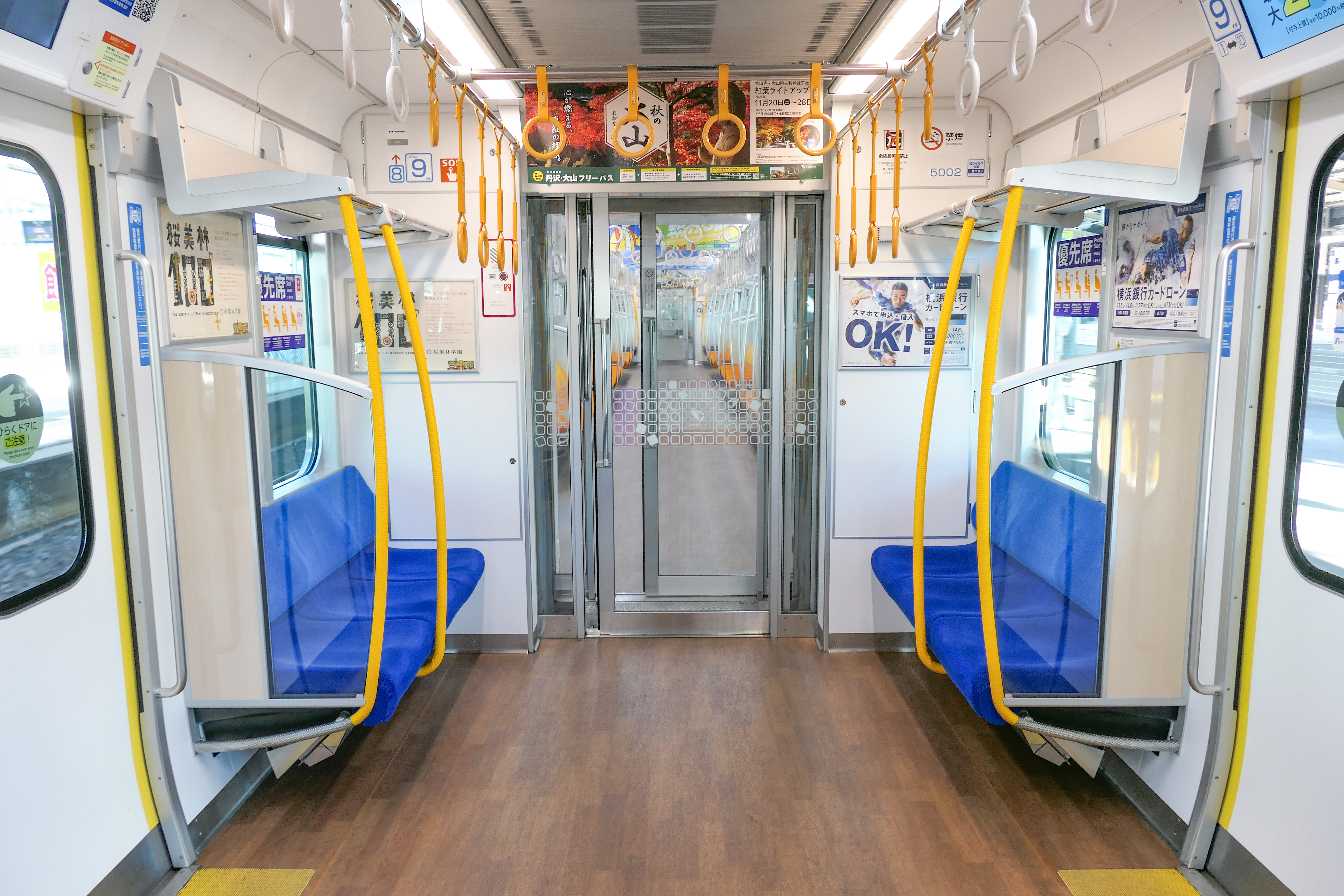
優先席
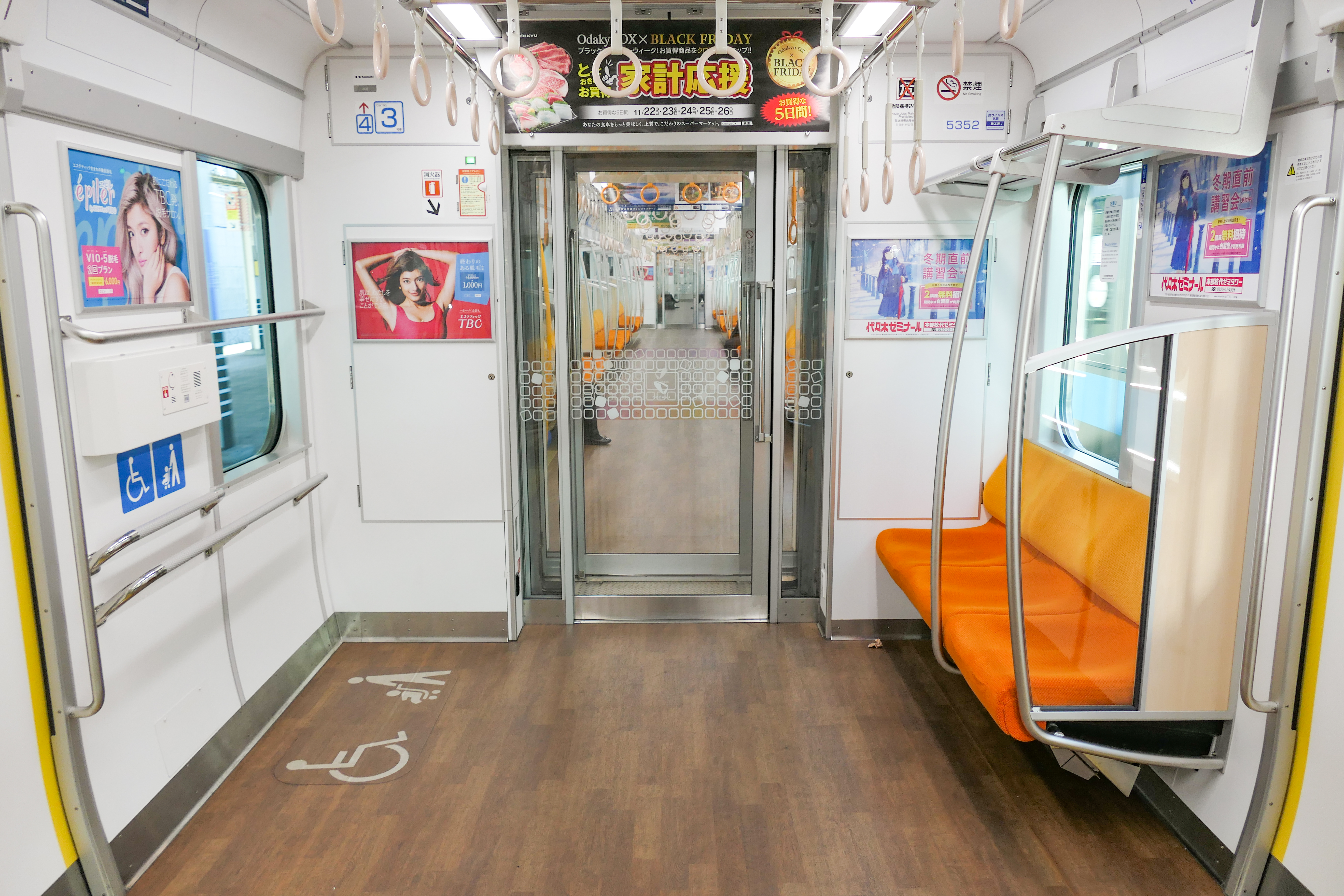
車椅子スペース

### 旅客案内機器
車内の各ドア上部には17インチ液晶ディスプレイ (LCD・TVOS) を用いた車内案内表示器を設置した。LCD画面は2台が設置され、左側を「小田急TV」の広告動画用として、右側を行先案内・乗り換え案内等の旅客案内用として使用する。合わせてドア上部には、千鳥配置で防犯カメラ（1両あたり4台）を配置している。ドアチャイムは小田急の通勤車では初の2点式チャイムを採用している。
行先表示器にはフルカラーLED方式が採用されている。前面の行先表示器は長いため、3000形などでは2段に分けて表示される『快速急行』『各駅停車』『通勤急行』などの種別を1段で表示する。
側面の行先表示器はサイズは3000形3次車以降と同じ大型のものが採用され、4000形、1000形リニューアル車同様『次は○○』という次の停車駅の表示がある(各駅停車も行う)。ただし、3000形と異なり、長い種別を2段に分けて表示せず、1段で表示する。

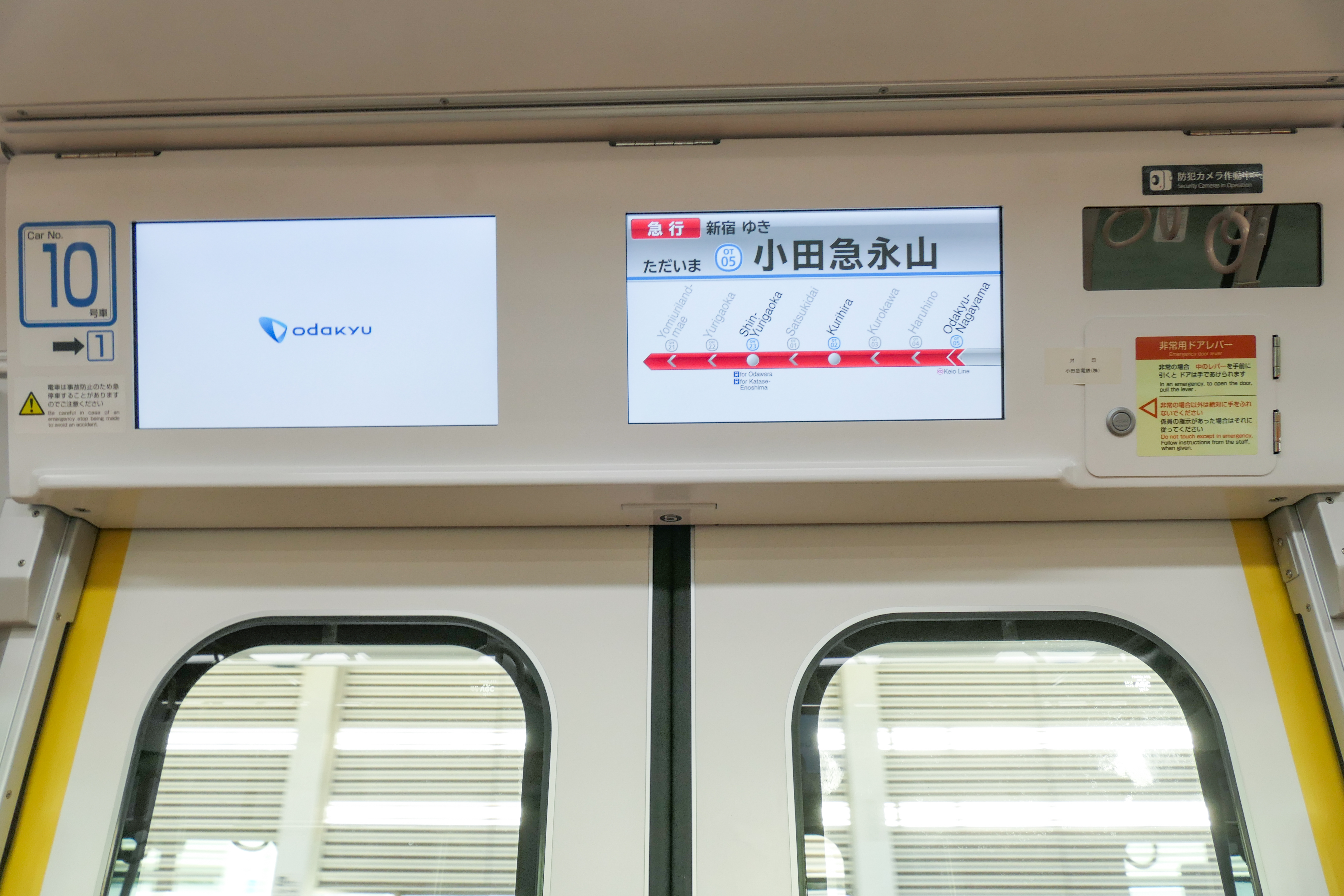
車内案内表示器と防犯カメラ
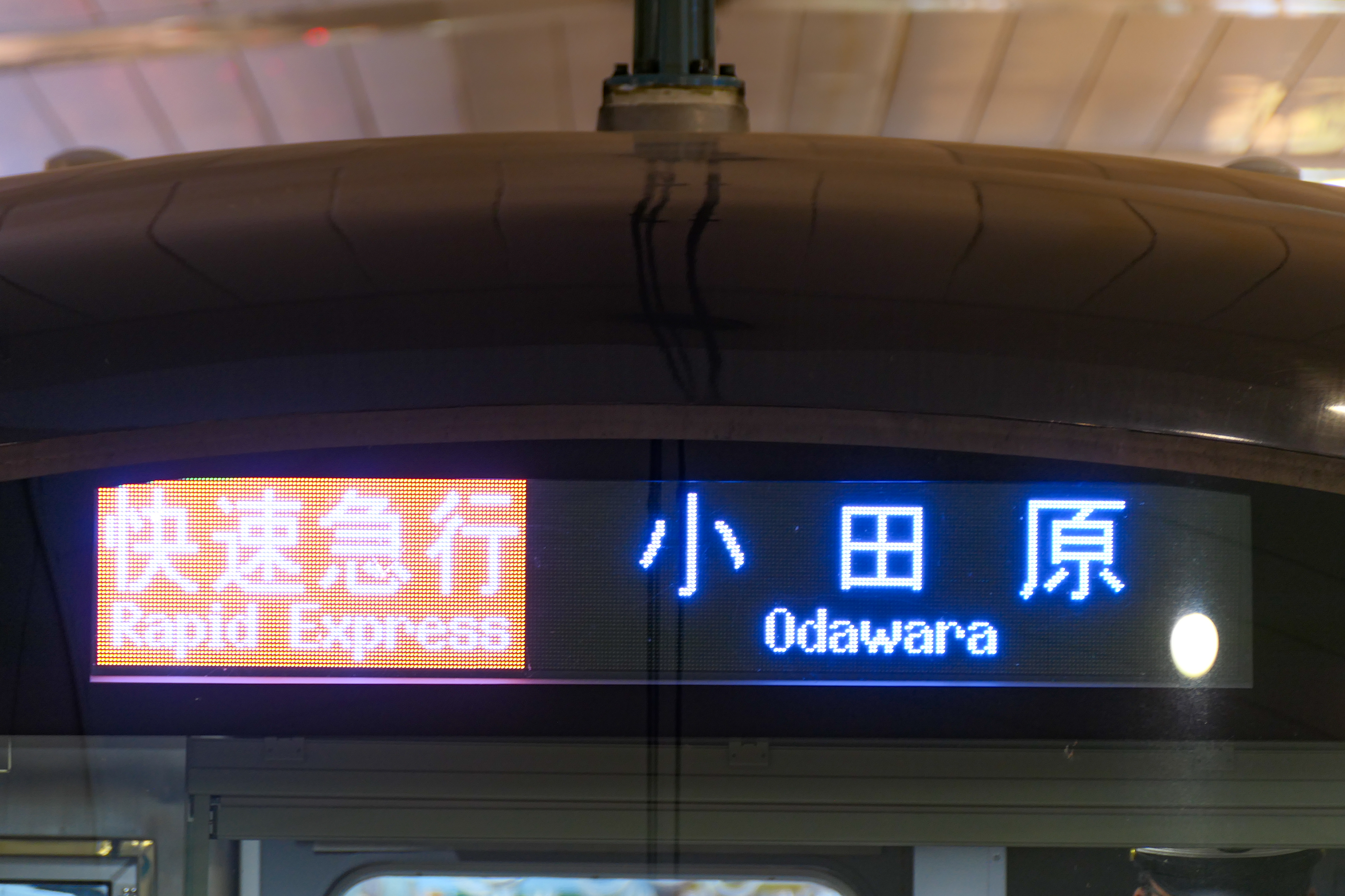
前面行先表示器
側面行先表示器

### 乗務員室
乗務員室は全室非貫通構造である
。運転台交換後の4000形、1000形リニューアル車と同じく運転台計器盤はアナログ式の計器類や表示灯を廃し、これらを液晶ディスプレイ (LCD)3画面に表示するグラスコックピット方式を採用する。但し速度計ディスプレイの色は4000形、1000形リニューアル車で採用された背景色が黒で文字が白色のタイプではなく、JR東日本E235系などに類似する背景色が白で文字が黒いタイプが採用された。小田急では初の採用となる。
主幹制御器は左手操作形ワンハンドル式を採用した（力行1 - 4 ノッチ・常用ブレーキ1 - 7段・抑速・非常 ）。抑速ブレーキ機能および定速運転機能を有している。

### 機器類
制御装置には1000形リニューアル車に引き続いて三菱電機製のフルSiC-MOSFET素子によるVVVFインバータ制御を採用した（PGセンサレスベクトル制御・純電気ブレーキ対応）。
本形式では使用素子に三菱電機が世界で初めて製品化に成功した「LV100タイプ」のフルSiCモジュール素子を採用しており、1000形リニューアル車のインバータ装置と比較して体積で約30％、質量で約20％の小型軽量化を実現した。消費電力量は、1000形リニューアル車とほぼ同じである。本形式ではユニット構成はせず、各電動車に制御器を搭載する1C4M制御方式となっている。
補助電源装置にはIGBT素子を使用した東芝インフラシステムズ製の静止形インバータ (SIV)を採用した。定格出力は260 kVA を有し、主要部を2重系に搭載した待機2重系のシステムを採用している (INV207-E0形)。
空気圧縮機 (CP)にはドイツ・クノールブレムゼ社製で、潤滑油が不要なオイルフリーレシプロ式 (VV120-T形)を採用している。吐出量は990 L/min、騒音低減のため機器箱に収納されており、1編成で3台を搭載する。
列車情報管理装置には三菱電機製の「N-TIOS・N-Train Information Odakyu management System」を採用している。車両間の伝送路にイーサネットケーブルを採用しており、大容量のデータ通信を可能としている。JR東日本E235系で採用したINTEROSと同等の機能を有する
台車は日本車輌製造製のNS台車を採用した。ボルスタレス方式で、軸箱支持は「軸梁式」、形式は動力台車がNS-102形、付随台車はNS-102T形（先頭台車はNS-102TA形）である。基礎ブレーキは片押し式踏面ブレーキである。
戸閉装置（ドアエンジン）は富士電機製のFCPM方式（ラック・アンド・ピニオン方式）電気式戸閉装置を採用している。また、小田急の車両では初めての空気清浄機（パナソニック製「nanoe X」）を搭載している。

## 製造

### 2019年度
2019年4月26日に本形式の導入計画が発表され、最初の編成となる5051×10が川崎重工業で製造された。

### 2020年度
2020年度には10両5編成の導入が予定されていたが、4編成に変更される事が発表された。川崎重工業に加えて、5053×10・5054×10の2編成では総合車両製作所が製造を担当する。同年7月16日から翌日にかけて5053×10が、同年8月20日から翌日にかけて5054×10が甲種輸送された。2021年1月には5055×10が、同年3月には5056×10（営業運転開始は2021年度）が川崎重工業から甲種輸送されている。

### 2021年度
2021年度には4編成の増備がなされた。日本車輌製造は2021年度以降の導入分で関わる可能性があるとされ、5057×10、5058×10、5059×10にて製造を担当している。日本車輌が小田急の通勤車両の製造を担当するのは、2007年に製造された3000形7次車以来約14年ぶりである。

### 2022年度
2022年度は3編成の増備がなされ、3月に5060×10が、9月に5061×10が、12月に5062×10が川崎車両から甲種輸送された。なお、5060×10以降の編成では、ランボードが省略されている。

### 2023年度
2023年度は本形式の増備はされていない。

### 2024年度
2024年度は、2編成が増備され、うち1編成（5063×10）には営業用車両としては同社初となる架線検測装置、線路設備モニタリング装置を取り付ける（前者は3、9号車、後者は6号車）。もう1編成の5064×10には検測装置が搭載されていないものの、3、9号車に架線検測装置、6号車に線路設備モニタリング装置を搭載できるように予め空間と台座が設けられている。これら2編成は8000形の置き換えを目的に製造されたが、製造数が2編成20両なのに対し置き換えられた編成は実質的に1編成10両となっている。

### 2025年度
2025年度は、1編成が増備予定である。

## イベント・ラッピング車両
5055×10は2023年12月4日から「もころん号」と称し、小田急電鉄の子育て応援キャラクターである「もころん」のラッピングが施されている。「もころん号」は、小田急公式アプリで追跡することができる。
2024年2月17日、18日に 「小田急子育て応援マスコット『もころん』に会える！『もころん号』乗車＆撮影会ツアー」が開催された。
もころん号は当初、2024年5月までの運転を予定していたが、2024年5月24日に、小田急電鉄からもころん号の期間延長、およびリニューアルが発表された。そして、2024年5月31日をもって初代は運転を終了し、同年6月4日から2代目として運転を開始した。外観上の変更は、これまで先頭車両の前面部分のみにラッピングされていたものが、側面にもラッピングが拡大されたこと、各車両にもころんがデザインされたことなどで、内装での変更は、3号車(子育て応援車両)と2号車、4号車へつながる貫通扉にも、もころんが塗装されるなどである。なお、初代もころん号は運転開始当初から運転終了日を発表していたが、2代目もころん号では、運転終了日が発表されていない。

## 検測編成について
2024年度に増備された5063×10には、架線検測装置がサハ5363号車・デハ5013号車に、線路設備モニタリング装置がサハ5263に設置され、営業運転開始と同時に使用を開始した。これにより、営業運転中での検測が可能となり、クヤ31形の役目を本編成が担う予定である。なお、置き換えの移行期間を設けるとしており、クヤ31形の今後の処遇は未定だとしている。また、同年度に増備された5064×10にも架線検測装置の台座がサハ5364号車・デハ5014号車に、線路設備モニタリング装置の台座がサハ5264に備えられているが、営業運転開始後の現在でも一部設備が取り付けられておらず、5063×10が検査時に本編成に設備を移植させ、5063×10が検索から運用に復帰するまで代わりに検測を担うと推測されている。

## 編成表
凡例Tc …制御車、M …電動車、T…付随車
|          | ← 小田原・唐木田・藤沢新宿・片瀬江ノ島 → | ← 小田原・唐木田・藤沢新宿・片瀬江ノ島 → | ← 小田原・唐木田・藤沢新宿・片瀬江ノ島 → | ← 小田原・唐木田・藤沢新宿・片瀬江ノ島 → | ← 小田原・唐木田・藤沢新宿・片瀬江ノ島 → | ← 小田原・唐木田・藤沢新宿・片瀬江ノ島 → | ← 小田原・唐木田・藤沢新宿・片瀬江ノ島 → | ← 小田原・唐木田・藤沢新宿・片瀬江ノ島 → | ← 小田原・唐木田・藤沢新宿・片瀬江ノ島 → | ← 小田原・唐木田・藤沢新宿・片瀬江ノ島 → | 備考 |
| 号車     | 1                                        | 2                                        | 3                                        | 4                                        | 5                                        | 6                                        | 7                                        | 8                                        | 9                                        | 10                                       | |
| 形式     | クハ5050                                 | デハ5000                                 | サハ5050                                 | デハ5000                                 | デハ5000                                 | サハ5050                                 | サハ5050                                 | デハ5000                                 | デハ5000                                 | クハ5050                                 | |
| 区分     | Tc2                                      | M5                                       | T3                                       | M4                                       | M3                                       | T2                                       | T1                                       | M2                                       | M1                                       | Tc1                                      | |
| 車両番号 | 5451                                     | 5401                                     | 5351                                     | 5301                                     | 5201                                     | 5251                                     | 5151                                     | 5101                                     | 5001                                     | 5051                                     | |
| 車両番号 | 5452                                     | 5402                                     | 5352                                     | 5302                                     | 5202                                     | 5252                                     | 5152                                     | 5102                                     | 5002                                     | 5052                                     | |
| 車両番号 | 5453                                     | 5403                                     | 5353                                     | 5303                                     | 5203                                     | 5253                                     | 5153                                     | 5103                                     | 5003                                     | 5053                                     | |
| 車両番号 | 5454                                     | 5404                                     | 5354                                     | 5304                                     | 5204                                     | 5254                                     | 5154                                     | 5104                                     | 5004                                     | 5054                                     | |
| 車両番号 | 5455                                     | 5405                                     | 5355                                     | 5305                                     | 5205                                     | 5255                                     | 5155                                     | 5105                                     | 5005                                     | 5055                                     | 2代目もころん号                                                                                              |
| 車両番号 | 5456                                     | 5406                                     | 5356                                     | 5306                                     | 5206                                     | 5256                                     | 5156                                     | 5106                                     | 5006                                     | 5056                                     | 盲導鈴・ドアチャイム更新車                                                                                   |
| 車両番号 | 5457                                     | 5407                                     | 5357                                     | 5307                                     | 5207                                     | 5257                                     | 5157                                     | 5107                                     | 5007                                     | 5057                                     | |
| 車両番号 | 5458                                     | 5408                                     | 5358                                     | 5308                                     | 5208                                     | 5258                                     | 5158                                     | 5108                                     | 5008                                     | 5058                                     | |
| 車両番号 | 5459                                     | 5409                                     | 5359                                     | 5309                                     | 5209                                     | 5259                                     | 5159                                     | 5109                                     | 5009                                     | 5059                                     | |
| 車両番号 | 5460                                     | 5410                                     | 5360                                     | 5310                                     | 5210                                     | 5260                                     | 5160                                     | 5110                                     | 5010                                     | 5060                                     | |
| 車両番号 | 5461                                     | 5411                                     | 5361                                     | 5311                                     | 5211                                     | 5261                                     | 5161                                     | 5111                                     | 5011                                     | 5061                                     | |
| 車両番号 | 5462                                     | 5412                                     | 5362                                     | 5312                                     | 5212                                     | 5262                                     | 5162                                     | 5112                                     | 5012                                     | 5062                                     | |
| 車両番号 | 5463                                     | 5413                                     | 5363                                     | 5313                                     | 5213                                     | 5263                                     | 5163                                     | 5113                                     | 5013                                     | 5063                                     | サハ5363号車・デハ5013号車に架線検測装置、サハ5263号車に線路設備モニタリング装置を搭載                       |
| 車両番号 | 5464                                     | 5414                                     | 5364                                     | 5314                                     | 5214                                     | 5264                                     | 5164                                     | 5114                                     | 5014                                     | 5064                                     | サハ5364号車・デハ5014号車に架線検測装置を、サハ5264号車に線路設備モニタリング装置を搭載できるよう台座がある |
| 定員     | 144                                      | 155                                      | 155                                      | 155                                      | 155                                      | 155                                      | 155                                      | 155                                      | 155                                      | 144                                      | |